# アウトラン2
『アウトラン2』（OutRun2）は、セガが2003年12月に稼働開始したアーケード用ドライブゲーム。キャッチコピーは「跳馬・美女・絶景」。
ここでは、バージョンアップ版となる『アウトラン2SP（スペシャルツアーズ）』、及び日本国外で発売された同作をベースにした移植作『OutRun2006: Coast 2 Coast』『OutRun Online Arcade』についても記載する。

## 概要
前作『アウトランナーズ』から10年ぶりに登場したシリーズ4作目であり、唯一のナンバリングタイトル。初代『アウトラン』を踏襲した作風となっており、ヨーロッパ（『2SP』ではアメリカ）の各地をモチーフとした多彩なコースや、ゲーム開始前のBGM選択画面がカーステレオ風であったり、クラッシュすると車が大きく吹き飛ぶなどの演出は健在。シンプルな操作性は新たにドリフト走行の要素が加わり、より爽快感が増した。
本作ではフェラーリ社のライセンス供与を受けて1作目の自車テスタロッサや『ターボアウトラン』の自車F40、稼働当時の最新車種だったエンツォ・フェラーリなどが実名で登場した。
BGMは初代で登場した「MAGICAL SOUND SHOWER」「SPLASH WAVE」「PASSING BREEZE」のアレンジ版や4曲の新規楽曲を収録。
#ゲームモードは、原作同様に妨害する他車をかわしつつ、分岐点でコースを選びながら走ってスコアを競う「アウトランモード」、助手席に座る女性からのリクエストを要求に応える「ハートアタックモード」、妨害車無しで純粋にタイムを競う「タイムアタックモード」、および複数台で競走する対戦プレイが楽しめる。

### Xbox版
2004年10月に欧州・北米で発売。日本では2005年1月27日に発売。
4台の新規車種を追加（内2台は『アウトラン2SP』からの追加車種）し、「ハートアタックモード」を発展させたゲームモード「アウトランチャレンジ」と、最大8人で対戦できる「Xbox Liveモード」（現在はサービス終了）を搭載。また、リミックス曲や初代『アウトラン』の3曲の原曲版が収録された。
Xbox版独自の要素として、『スカッドレース』の初級（昼）→初級（夜）→中級→上級を繋いだコースと『デイトナUSA2 パワーエディション』のMIXコースが「アウトランチャレンジ」でプレイできるボーナスステージとして収録されている他、「アウトランチャレンジ」全ミッションクリアかプレイ時間50時間経過で初代『アウトラン』がプレイできるおまけ要素が存在する。

## アウトラン2SP
2004年12月21日に稼働開始したバージョンアップ版。アメリカを舞台とした15コースと2台のフェラーリ、初代『アウトラン』の3曲と『ターボアウトラン』の4曲の原曲が追加された。
また、「アウトランモード」と「タイムアタックモード」にてSP版・無印版それぞれの全コースを走破する15連続コースや、対戦プレイでのみ選択可能なSP版・無印版のコースをミックスした対戦スペシャルステージも追加された。
システム面では、各車の性能差がミッション数のみになったり、敵車の後ろに付くと加速力・最高速が上がる「スリップストリーム」などの要素が追加されている。

### アウトラン2SP SDX/DX
2006年12月には、4台/8人同時プレイ可能な『アウトラン2SP SDX』が全国で稼働開始。また、2007年2月より2台/4人同時プレイ可能な『アウトラン2SP DX』も稼働開始した。
16:9のスクリーンに、フェラーリを模した大型の可動筐体となっており、1台の筐体に2座のシートとハンドルが備わる。2人同時プレイに対応しており、2人同時プレイを選択した場合には、接触などのミスやステージクリアのタイミングでドライバーが入れ替わるルールとなっている。

### PlayStation 2版
2007年2月8日に日本で発売。#Xbox版の「アウトランチャレンジ」に相当する新ゲームモード「コースト2コーストモード」を搭載し、新規車種・BGMなどが追加された。
「コースト2コーストモード」を内包するオリジナルモードでは、プレイで獲得したアウトランマイルで車やコース、BGMなどを開放することができる。
また、オリジナルモードにおけるフェラーリの性能差が無印版と同じくクラス分けで異なるようになった他、全車に外観・性能がチューンされたSPECIALクラスが追加された。
本作は先に海外で発売された『OutRun 2006: Coast 2 Coast』の日本向けバージョンとなっている。『Coast 2 Coast』からの変更点は、4曲の新規BGMの追加、インターネット対戦およびPS2版のLAN対戦機能の削除、PS2版とPSP版の連動機能の削除、ロジクール社のステアリングコントローラ「GT Force」・「GT Force Pro」への対応の他、一部グラフィックなどの調整がされている。

## OutRun 2006: Coast 2 Coast
2006年に海外で発売された、『アウトラン2SP』をベースにした移植作。概要については#PlayStation 2版を参照。
2007年1月2日より、海外版アカウント限定でSteam版の配信を開始（関連情報（Steam公式HP内））。2007年1月29日、日本版アカウントでも購入・配信可能となる事をほのめかす情報が4Gamerネット経由でセガより広報されていた（該当HP）が、実現しなかった。

## OutRun Online Arcade
2009年4月15日にXbox Live Arcade及びPlayStation Store配信タイトルとして、Xbox 360版は日本を除く全世界、PS3版は欧州にて配信された。PS3版は後に香港向けにも配信が開始された。IP制限などはないため、海外のアカウント及びポイントを入手すれば日本でも遊ぶことができた。フェラーリとのライセンス契約が満期を迎えたため、PS3版は2010年10月に配信終了。Xbox 360版についても2011年12月に配信終了した。
『OutRun 2006: Coast 2 Coast』のOUTRUN2SPモード（アーケードモード）をベースに移植したものだが、無印版のコースは未収録となっている。

## ゲームモード
- アウトランモード

助手席の彼女とドライブを楽しめるモードで、他者を追い抜くなどしてハイスコアを目指す。コースは『アウトラン』と同じく15種類用意され、1~4ステージの最後で分岐し、全部で16通りのルートが存在する。
- ハートアタックモード

助手席の彼女の要望に応えた運転をするモード。区間ごとに彼女がリクエストを出し、その結果によって評価（ハート）が得られる。
ゲームイベントでの初出展時の名称は「クエストモード」であった。
- タイムアタックモード

決められたルートを走行し、タイムを競うモード。
『2SP』では車のセッティングが可能で、ハンドリング重視のノーマルと最高速重視のチューンドが選択できる。
- 対戦プレイ

多人数で対戦できるモード。コースは、分岐点で最初に選んだプレイヤーが進むコースとなる。
- アウトランモード15連続コース（2SP）

全てのステージを15ステージ通してプレイするモード。分岐があるがどれを選んでもコースは変わらない。
- タイムアタックモード15連続コース（2SP）

ゴールまで辿り着くタイムを競う15ステージを通してプレイするモード。

### 家庭版オリジナルモード
- アウトランチャレンジモード
- コースト2コーストモード

## キャラクター
アルベルト
身長180cm、体重75kg、25歳
本作の主人公。男性。類まれなドライビングセンスを持つ。
ジェニファー
身長170cm、体重52kg、23歳
アウトランモードで隣に座っている女性。超大金持ちのお嬢様。ワガママでいつもスリルを求めている。アルベルトの恋人で、フェラーリを彼（アルベルト）にあげたのは彼女らしい。アルベルトのドライビングテクニックに目を付けている。家庭版ではレースで自らフェラーリを運転している。
クラリッサ
身長170cm、体重55kg、22歳
ハートアタックモードで隣に座っている女性。元気一杯な子で、嫌味の無いセクシーさを持つ。車に乗ることが好きで、スリルが大好き。人への要求が多いが、甘え上手なので、嫌われることが無い。ジェニファーと同じく、家庭版ではフェラーリを運転している。
ホリー
身長172cm、体重56kg、21歳
アウトランチャレンジモードで隣に座っている女性。ショートヘアのしなやかな体型の女性。スポーツジムのインストラクター。ワイルドな性格で、並みの男性より食欲旺盛である。
フラッグマン
スタートの係をやっている中年男性。他の『アウトラン』シリーズから引き続き登場。
ウルフ
身長190cm、26歳
サム
身長180cm、21歳

## コース
初代アウトランと同じく左右分岐しつつ5ステージを走るようになっている。下図のような並びとなっていて、1-Aからスタートし、最終的に5-A~5-Eのゴールを目指す。上側（ゲーム中分岐では左側）の方が難易度が低く、下側（ゲーム中分岐では右側）へ行くに従い難易度が上がる。
『アウトラン2SP』の15連続コースでは難易度の低いコースから順に走る（下記の記述順と同じ）。
| ↑EASY |       |       |       |       |
|       |       |       |       | [5-A] |
|       |       |       | [4-A] |       |
|       |       | [3-A] |       | [5-B] |
|       | [2-A] |       | [4-B] |       |
| [1-A] |       | [3-B] |       | [5-C] |
|       | [2-B] |       | [4-C] |       |
|       |       | [3-C] |       | [5-D] |
|       |       |       | [4-D] |       |
|       |       |       |       | [5-E] |
| ↓HARD |       |       |       |       |

### アウトラン2
ステージ1
- 1-A Palm Beach（アウトランのCoconut Beach、アウトランナーズのHawaiiにあたる。）

ステージ2
- 2-A Deep Lake（アウトランナーズのSan Fransiscoにあたる。）
- 2-B Alpine（スイスアルプス、熱気球大会がモチーフ）（アウトランのBig Gate、アウトランナーズのSwitzerlandにあたる。）

ステージ3
- 3-A Castle Wall（アウトランナーズのGermanyにあたる。）
- 3-B Coniferous Forest（アウトランナーズのSouth Americaにあたる。）
- 3-C Desert（ギザのピラミッドがモチーフ）（アウトランのDesert、アウトランナーズのEgyptにあたる。）

ステージ4
- 4-A Cloudy Highland（アウトランのCloudy Mountainにあたる。）
- 4-B Industrial Complex（アウトランナーズのJapanにあたる。）
- 4-C Snow Mountain（アルプス山脈の雪山がモチーフ）（ターボアウトランのDenver及びアウトランナーズのRussiaにあたる。）
- 4-D Ghost Forest（アウトランのOld Capitalにあたる。）

ステージ5
- 5-A Tulip Garden（オランダの風車とチューリップ畑がモチーフ）（アウトランのAlps、アウトランナーズのNetherlandsにあたる。）
- 5-B Metropolis（パリ市街、エッフェル塔等がモチーフ）(アウトランナーズのFranceにあたる。）
- 5-C Ancient Ruins（アウトランのDeath Valleyにあたる。）
- 5-D Imperial Avenue（ローマ市街、コロッセオ等がモチーフ）（アウトランのStone Hillにあたる。）
- 5-E Cape Way（エーゲ海のミコノス島がモチーフ）(アウトランのSeaside Town、アウトランナーズのMediterranean Seaにあたる。)

### アウトラン2SP
ステージ1
- 1-A Sunny Beach（ハワイ州のオアフ島、ワイキキビーチがモチーフ）（アウトランのCoconut Beach、アウトランナーズのHawaiiにあたる。）

ステージ2
- 2-A Bay Area（サンフランシスコ市街、ゴールデンゲートブリッジ等がモチーフ）（アウトランナーズのSan Fransiscoにあたる。）
- 2-B National Park（ヨセミテ国立公園のヨセミテ渓谷がモチーフ）(アウトランのWallsにあたる。)

ステージ3
- 3-A Water Falls（ナイアガラの滝がモチーフ）（アウトランナーズのNiagaraにあたる。）
- 3-B Big Forest（セコイア国立公園のジャイアント・フォレストがモチーフ）
- 3-C Canyon（グランドキャニオンがモチーフ）（ターボアウトラン及び、アウトランナーズのGrand Canyonにあたる。）

ステージ4
- 4-A Lost City（ペルーのマチュ・ピチュ遺跡がモチーフ）(アウトランのCloudy Mountainにあたる。)
- 4-B Casino Town（ラスベガス市街がモチーフ）(ターボアウトランのLos Anglesにあたる。)
- 4-C Ice Scape（アラスカ山脈、アリエスカ・パイプラインがモチーフ）（ターボアウトランのDenver及び、アウトランナーズのRussiaにあたる。）
- 4-D Jungle（アウトランナーズのSouth Americaにあたる。）

ステージ5
- 5-A Giant Statues（イースター島、モアイ等がモチーフ）（アウトランナーズのPacific Oceanにあたる。）
- 5-B Legend（メキシコのチチェン・イッツァやオルメカ遺跡がモチーフ）
- 5-C Floral Village（カナダのプリンスエドワード島がモチーフ）（アウトランのAlps、アウトランナーズのNetherlandsにあたる。）
- 5-D Milky Way（フロリダのケネディ宇宙センターがモチーフ）
- 5-E Skyscrapers（ニューヨーク市街、自由の女神等がモチーフ）（ターボアウトランのNew Yorkにあたる。）

## 登場車種
無印版および『Coast 2 Coast』日本PS2版『アウトラン2SP』のオリジナルモードではクラス毎に性能が異なる。アーケード版『2SP』では車種による性能差はミッション数のみとなっている。
- 365 GTS/4デイトナ - 初心者向け（ハンドリング重視）
- ディーノ246GTS - 初心者向け（ハンドリング重視）
- テスタロッサ[6] - 中級者向け（加速重視）
- 288GTO - 中級者向け（加速重視）
- F40 - 上級者向け（最高速重視）
- F50 - 中級者向け（バランス）
- 360スパイダー - 中級者向け（バランス）
- エンツォフェラーリ - 上級者向け（最高速重視）

アーケード版『2SP』追加車種
- 250GTO - 上級者向け（最高速重視）
- 512BB - 上級者向け（最高速重視）

Xbox版追加車種
- F355スパイダー - 中級者向け（バランス）
- 328GTS - 中級者向け（加速重視）

『Coast 2 Coast』日本PS2版『2SP』追加車種
- スーパーアメリカ - 中級者向け（バランス）
- 550バルケッタ - 上級者向け（最高速重視）
- F430 - 上級者向け（最高速重視）